# Пироговское сельское поселение (Тверская область)
Пирого́вское се́льское поселе́ние — упразднённое муниципальное образование в составе Торжокского района Тверской области. На территории поселения находилось 14 населённых пунктов.
Центр поселения — деревня Пирогово.
Образовано в 2005 году, включило в себя территории Ильинского и Пироговского сельских округов.
Законом Тверской области от 17 апреля 2017 года № 23-ЗО были преобразованы, путём их объединения, муниципальные образования Грузинское и Пироговское сельские поселения в Грузинское сельское поселение.

## Географические данные
- Общая площадь: 163,2 км²
- Нахождение: центральная часть Торжокского района
  - Граничит:
    - на севере — с Грузинским СП и Мирновским СП
    - на востоке — с Калининским районом, Медновское СП
    - на юге — с Мошковским СП
    - на западе — с Сукромленским СП
    - на северо-западе — с Борисцевским СП

С севера на юг поселение пересекают железная дорога «Лихославль—Торжок—Ржев» и автодорога «Торжок—Высокое—Берново—Старица».

## Население
По переписи 2002 года — 1036 человек (442 в Ильинском и 594 в Пироговском сельском округе), на 01.01.2008 — 992 человек.

Национальный состав: русские.

## Населенные пункты
На территории поселения находятся следующие населённые пункты:

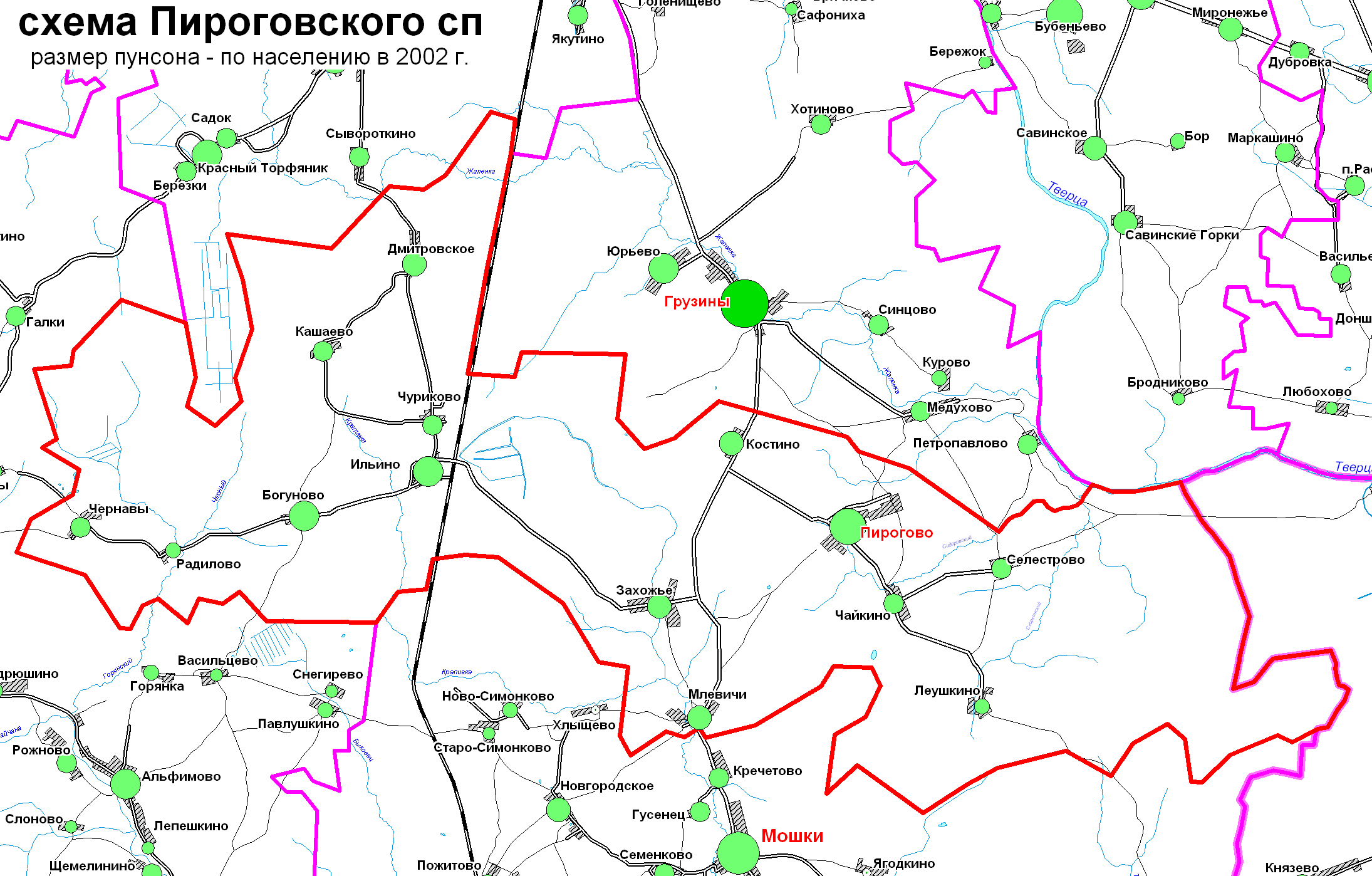
Схема Пироговского сп

| Тип  | Название    | Население | Население | Население |
| Тип  | Название    | 1996      | 2002      | 2008      |
| ---- | ----------- | --------- | --------- | --------- |
| дер. | Пирогово    | 391       | 360       | 405       |
| дер. | Захожье     | 74        | 72        | 66        |
| дер. | Костино     | 43        | 59        | 54        |
| дер. | Леушкино    | 9         | 10        | 8         |
| дер. | Млевичи     | 74        | 54        | 60        |
| дер. | Селестрово  | 25        | 18        | 13        |
| дер. | Чайкино     | 19        | 21        | 14        |
| дер. | Ильино      | 230       | 195       | 190       |
| дер. | Богуново    | 105       | 110       | 79        |
| село | Дмитровское | 55        | 56        | 35        |
| дер. | Кашаево     | 33        | 30        | 22        |
| дер. | Радилово    | 6         | 8         | 4         |
| дер. | Чернавы     | 39        | 15        | 20        |
| дер. | Чуриково    | 31        | 28        | 22        |

### Бывшие населенные пункты
На территории поселения исчезли деревни: Бобриха, Гольцово, Дорки, Измайлово, Лидово, Ручкино, Скоркино; хутора Братство, Ясная Поляна, Вольный Труд, Просвет и другие.

Деревня Боженки присоединена к деревне Пирогово.

Деревня Сучьи Горки переименована в Чайкино.

## История
В XI—XIV вв. территория поселения относилась к Новгородской земле и составляла часть «городовой волости» города Торжка (Нового Торга).
В XV веке присоединена к Великому княжеству Московскому.
- После реформ Петра I территория поселения входила:
  - в 1708—1727 гг. в Санкт-Петербургскую (Ингерманляндскую 1708—1710 гг.) губернию, Тверскую провинцию,
  - в 1727—1775 гг. в Новгородскую губернию, Тверскую провинцию,
  - в 1775—1796 гг. в Тверское наместничество, Новоторжский уезд,
  - в 1796—1929 гг. в Тверскую губернию, Новоторжский уезд,
  - в 1929—1935 гг. в Московскую область, Новоторжский район,
  - в 1935—1963 гг. в Калининскую область, Новоторжский район,
  - в 1963—1990 гг. в Калининскую область, Торжокский район,
  - с 1990 в Тверскую область, Торжокский район.

## Известные люди
В деревне Кашаево родился Герой Советского Союза Дмитрий Семенович Кузьмин.